# Золотухін Микола Валентинович
Микола Валентинович Золотухін (рос. Николай Валентинович Золотухин; 15 грудня 1983, м. Ангарськ, СРСР) — російський хокеїст, центральний нападник. Виступає за «Єрмак» (Ангарськ) у Вищій хокейній лізі. 
Вихованець хокейної школи «Єрмак» (Ангарськ). Виступав за «Сибір» (Новосибірськ), «Металург» (Сєров), «Єрмак» (Ангарськ).